# Tripterospermum distylum
Tripterospermum distylum är en gentianaväxtart som beskrevs av Jin Murata och T. Yahara. Tripterospermum distylum ingår i släktet Tripterospermum och familjen gentianaväxter. Inga underarter finns listade i Catalogue of Life.